# Капитан (Њу Мексико)
Капитан (енгл. Capitan) град је у америчкој савезној држави Њу Мексико.

## Демографија
По попису из 2010. године број становника је 1.489, што је 46 (3,2%) становника више него 2000. године.
| Група             | 2000.         | 2010.         |
| Белци             | 1.116 (77,3%) | 1.077 (72,3%) |
| Афроамериканци    | 8 (0,6%)      | 7 (0,5%)      |
| Азијати           | 8 (0,6%)      | 1 (0,1%)      |
| Хиспаноамериканци | 277 (19,2%)   | 369 (24,8%)   |
| Укупно            | 1.443         | 1.489         |